# Eucharius Holzach (Politiker)

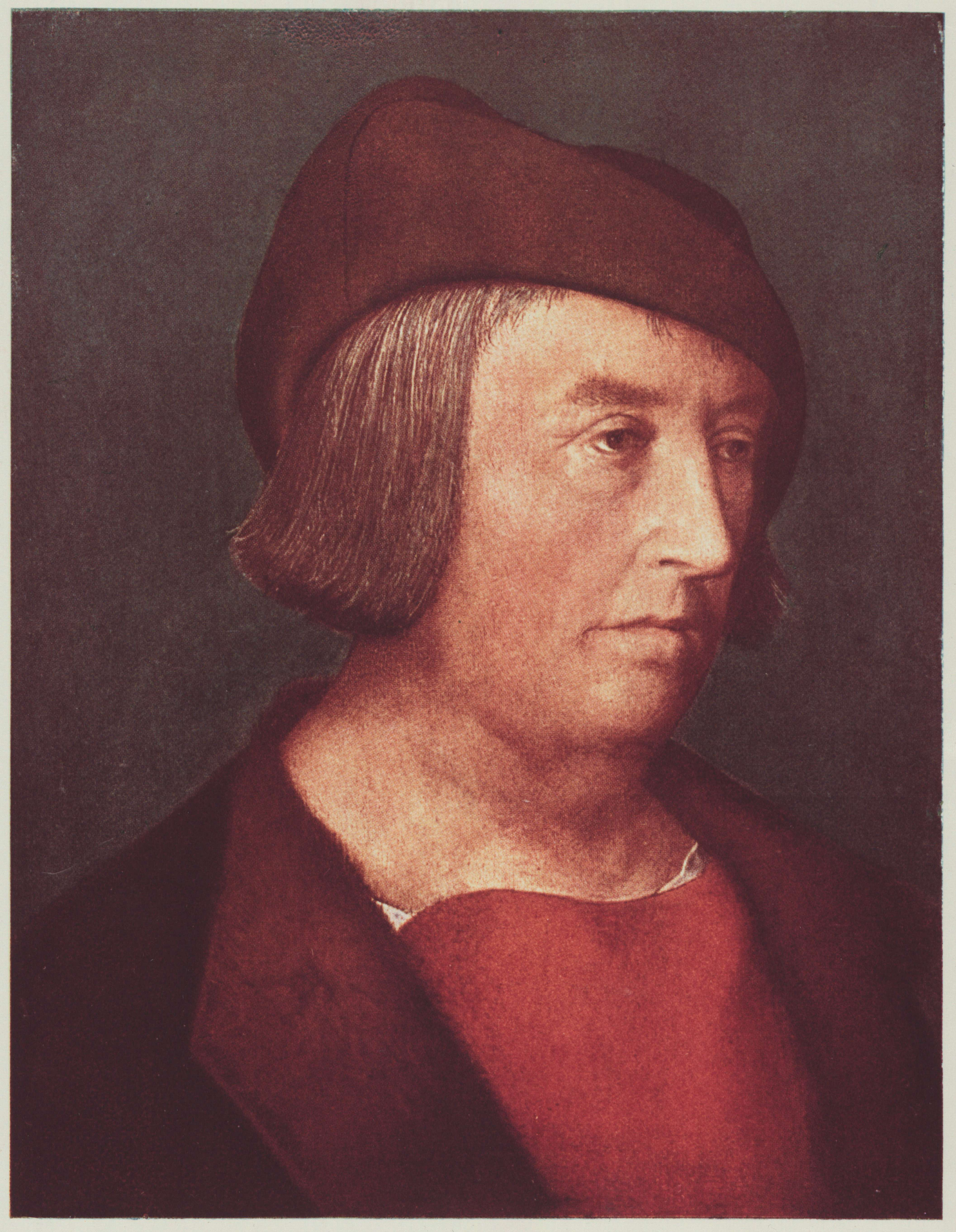
Eucharius Holzach (1520)

Eucharius Holzach (* vor 1480; † 1521 in Basel) war ein Schweizer Kaufmann und Politiker.

## Leben
Holzach, Sohn des Oberstzunftmeisters Oswald Holzach, war Krämer (Kaufmann) in Basel und gehörte fünf verschiedenen Zünften an. 1507–1516 war er Ratsherr und 1517–1521 Zunftmeister der Zunft zu Hausgenossen. Daneben war er Dreier-, Gerichts und Appellherr. Er versah für seine Vaterstadt verschiedene Gesandtschaften in die Eidgenossenschaft und an den Oberrhein. 1515 nahm er als Leutnant am Feldzug teil, der in die Schlacht bei Marignano mündete. 1521 wurde er wegen Annahme französischer Pensionszahlungen aus dem Rat ausgeschlossen.
Er war dreimal verheiratet, zuerst mit Bertha Zscheckenbürlin, dann mit Ursula Kilchmann und zuletzt mit Dorothea Jungemann, einer Tochter des Ratsherrn Hans Jungemann.
Er liess um 1500 für sich am Lindenberg in Kleinbasel ein stattliches Wohnhaus errichten, das heute nach einem späteren Besitzer Hattstätterhof genannt wird.